# Arevshat
Arevshat (in armeno Արևշատ?) è un comune di 2 082 abitanti (2010) della provincia di Shirak in Armenia.